# Bad Day on the Midway
Bad Day on the Midway ist ein Adventure-Computerspiel, das unter Federführung der Avantgarde-Band The Residents entwickelt wurde und 1995 für Windows- und MacOS-Rechner veröffentlicht wurde.

## Handlung
Bad Day on the Midway spielt in einem heruntergekommenen Vergnügungspark, den ein Junge namens Timmy trotz des Verbots seiner Eltern betritt und dessen Rolle der Spieler zunächst einnimmt. Er erkundet den Park und unterhält sich mit seinen Besuchern und Bewohnern. Gefahren lauern in Form von tödlichen Fallen und einem Serienmörder. Ziel des Spiels ist es den Tag zu überleben und möglichst viel über die Besucher und Bewohner des Parks herauszufinden.

## Spielprinzip und Technik
Der Vergnügungspark wird aus der Perspektive des jeweiligen Spielcharakters (Egoperspektive) gezeigt. Die Darstellung erfolgt durch vorgerenderte Standbilder. Die Steuerung erfolgt wie bei einem Point-and-Click-Adventure. Indem der Spieler auf Ausgänge wie Türen oder Wege klickt, wird er zum jeweiligen Zielraum teleportiert und kann sich so Raum für Raum durch die Spielwelt bewegen. Stößt der Spieler beim Erkunden des Vergnügungsparks auf andere Charaktere, wird automatisch eine Unterhaltung mit diesen gestartet, in der der Spieler Informationen über den angesprochenen Charakter und dessen Leben erhält. Er kann gelegentlich mit der angesprochenen Person die Rolle tauschen und somit aus deren Perspektive weiterspielen. Hintergrundinformationen zu den einzelnen Charakteren werden auch durch Videosequenzen vermittelt, die von unterschiedlichen Künstlern gestaltet wurden.
Das Spiel beginnt um 13:00 und endet um Mitternacht. Die Zeit vergeht durch das Erkunden des Parks. Das Spiel endet durch den Tod des Spielers oder indem er bis Mitternacht überlebt.

## Produktionsnotizen
Bereits 1994 veröffentlichte die Band eine CD-ROM namens Freak Show in der auch Szenen mit Prince zu sehen waren. Hierbei handelte es sich allerdings nicht um ein Computerspiel, sondern um ein Kunstprojekt. Der Nachfolger wurde ein Computerspiel, dem The Residents laut einem Review der Entertainment Weekly ihren Stil eingehaucht haben. Am Spiel haben die Künstler David McKean und Jim Ludtke mitgearbeitet.
Die Figur Timmy aus dem Videospiel tauchte später auch in anderen Produktionen der Band The Residents auf. Im Spiel taucht ein amerikanischer Nazi namens Ike auf, in der europäischen Version wurden jedoch sämtliche Hakenkreuze entfernt. Eine Schießbude namens Kill a Commie bei der auf kommunistische Figuren geschossen wird, ist allerdings noch in der europäischen Version enthalten.
Der Soundtrack des Spiels wurde auf dem Album Have a Bad Day veröffentlicht. Unter den Titeln gibt es auch den namensgebenden Titel Bad Day on the Midway und das Lied Timmy. Einige Szenen des Spiels wurden auf der DVD Icky Flix veröffentlicht.
Ron Howard und David Lynch versuchten, das Computerspiel als Fernsehserie zu portieren, allerdings wurde das Projekt nach zweijähriger Planung fallen gelassen.

## Rezeption
Das Computerspielemagazin PC Power vergab dem Spiel eine Gesamtnote von 86 %. Das US-amerikanische Onlinemagazin GameSpot stellte heraus, dass Bad Day on the Midway keinerlei Elemente klassischer Spiele enthalte, sondern vielmehr eine „interaktive Graphic Novel“ sei. Durch die Zufälligkeit der Begegnungen mit anderen Charakteren gleiche kein Spieldurchgang dem anderen, und es bedürfe mehrerer Durchgänge, um die Hintergrundstory zur Gänze zu erfassen. Das Magazin lobte neben der „fesselnden und unterhaltenden“ Story auch Grafik und Musik des Spiels sowie die Tiefe der Charaktere.

### Auszeichnungen
- 1995: People’s Choice Awards auf der Macromedia International User Conference des Jahres 1995 für den besonders innovativen Gebrauch der Multimedia-Elemente.[4]
- 1996: Ausschnitte des Spiels wurden auf dem Sundance Film Festival des Jahres 1996 präsentiert.[10]